# Gli alberi di Satana
Gli alberi di Satana (The Woods Are Dark) è uno dei primi romanzi dello scrittore horror Richard Laymon.

## Trama
La storia narra le disavventure di due giovani ragazze, Neala e Sherry, in vacanza in una piccola cittadina della California meridionale, Barlow. Il bosco locale è abitato da creature semiumane che vi abitano da secoli e che sono sempre assetate di carne umana e sesso, i Krull, con i quali la popolazione locale ha sancito un patto, ovvero di non essere aggrediti in cambio di nuove vittime reperite tra i turisti. In base a questo accordo scellerato i turisti vengono rapiti e incatenati ad alcuni alberi morti all'inizio del bosco, dove vengono lasciati in balìa delle creature malefiche.
La storia inizia con le due amiche in auto che si trovano di fronte una strana creatura che attraversa la strada e getta contro di loro la mano di una donna. Atterrite dallo strano evento le due amiche si rifugiano in una locanda, il Terk's Diner, dove però vengono assalite e fatte prigioniere dagli avventori del locale. 
Nel frattempo giunge nella cittadina anche la famiglia Drills, padre, madre, figlia e genero, alla ricerca di un posto per dormire, e lo trovano nel Sunshine Motor Inn. Anche loro verranno aggrediti dagli avventori del motel e fatti prigionieri.
Nel frattempo Neala e Sherry vengono portate in un camion all'interno di un bosco e costrette a prendere un vecchio sentiero che conduce a una radura, dove si trovano sei alberi morti. Le due ragazze vengono così ammanettate al tronco di uno degli alberi morti e abbandonate nella radura nel buio totale della notte. Pochi istanti dopo anche la famiglia Drills viene portata nello stesso luogo e abbandonata. Tutto il gruppo di rapiti si accorge della presenza di un umanoide che aggredisce una delle donne, e mentre la sta mordendo viene però colpita a morte da un colpo di fucile. Il gruppo scopre così che a sparare è stato Robbins, uno dei rapitori di Neala e Sherry, il quale, rimasto colpito dalla bellezza di una di loro, ha deciso di tornare indietro per salvarle la vita, a rischio della sua e di quella dei suoi familiari. Dopo che Robbins ha liberato il capofamiglia dei Drills, fugge con le due ragazze verso il suo camion per scoprire che i Krulls, le creature umanoidi a cui erano destinate le vittime sacrificali, lo hanno anticipato, costringendolo a tornare indietro. I due gruppi si riuniscono nuovamente per affrontare insieme i Krull che fuggono non prima di aver rapito Ruth, la moglie di Lander Drills.

## Edizioni
- Richard Laymon, Gli alberi di Satana, traduzione di Nuccia Agazzi, collana Sperling Paperback, Sperling & Kupfer, 1997,  p. 634, ISBN 88-7824-820-7.